# Bongas (Bongas)
Bongas is een bestuurslaag in het regentschap Indramayu van de provincie West-Java, Indonesië. Bongas telt 5082 inwoners (volkstelling 2010).